# 摩根城 (密西西比州)
摩根城（英語：Morgan City）是位於美國密西西比州利福勒縣的城鎮。

## 人口
根據2020年美國人口普查的數據，摩根城的面積為1.52平方千米，皆為陸地。當地共有人口207人，而人口密度為每平方千米136人。